# Голди, Джордж Таубман
Сэр Джордж Дэшвуд Таубман Голди (англ. George Taubman Goldie; 20 мая 1846, Дуглас, остров Мэн, коронное владение Британской короны — 20 августа 1925, Лондон) — британский колониальный чиновник, губернатор британской колонии Нигерия, сыгравший важную роль в основании Нигерии. Член Лондонского королевского общества (1902). Президент Королевского географического общества (1905—1908).

## Биография
Представитель старинной шотландской семьи. Окончил Королевскую военную академию в Вулидже. Вступил в британскую армию. Несколько лет служил в Корпусе королевских инженеров.
Был отправлен на разведку в Западную Африку, путешествовал по всей Африке, получая обширные знания об этом континенте. В 1877 году впервые посетил Нигер.
Со временем стал лидером британской колонизации. Здесь у него родилась идея присоединить к Британской империи малоизученные районы в нижнем и среднем течении реки Нигер, и на протяжении 20 лет он реализовывал эту идею. Метод, который он выбрал для реализации своей цели, это возрождение государственных торговых компаний (королевских компаний), последняя из которых была Британская Ост-Индская компания. Первым шагом было объединение всех британских коммерческих интересов в регионе современной Нигерии, и это Голди сделал в 1879 году, когда была создана Объединённая Африканская Компания. В 1881 году Голди пытался получить право на устав от правительства Гладстона, но потерпел неудачу.
К 1886 году компания расширилась и получила королевскую хартию и стала называться Королевская Нигерская компания (Royal Niger Company), с лордом Абердэром в качестве губернатора и Голди в качестве вице-губернатора.
В это же время французские торговцы, поддерживаемыми Леоном Гамбетта, закрепились в нижнем течении реки, что затрудняло получение компанией прав на территорию, но французские права были выкуплены в 1884 году, что позволило Голди на Берлинской конференции 1884—1885 годов по Западной Африке, присутствуя в качестве эксперта по Нигеру, заявить, что в Нижнем Нигере британцы присутствуют в одиночестве. Так побережье в регионе дельты Нигера оказалась под протекторатом Великобритании. Голди заключил более 400 политических договоров с лидерами племён Нижнего Нигера и с племенами хауса.
В 1895 году, после смерти лорда Абердэра, Голди стал губернатором компании.
В 1897 году Голди участвовал в успешной кампании против мусульманских государств, эмиратов Бида и Илорин. В следующем году разногласия с Францией относительно линии границы обострились и вынудили вмешаться британское правительство. В ходе последовавших за этим переговоров Голди сыграл важную роль в сохранении Великобританией всего судоходного участка нижнего Нигера.
В 1887 году Голди был возведён в рыцарское достоинство, в 1898 году стал членом Тайного совета Великобритании. Был одним из королевских комиссаров, расследовавших военные приготовления к войне в Южной Африке (1899—1902), изучал методы утилизации военных запасов после заключения мира и операции до оккупации Претории в 1902—1903 годах.
В 1903—1904 годах посетил Родезию, где изучал ситуацию в связи с выступлениями родезийцев за самоуправление. В 1902—1903 годах он был, а в 1905—1906 годах был членом Королевской Комиссия, которая
В 1905 году был избран президентом Королевского географического общества.
Почётный доктор юридических наук Кембриджского и Оксфордского университетов (1897). С 1898 года — тайный советник. Вице-президент Королевского колониального института.
Похоронен на Бромптонском кладбище в Лондоне.
В честь него названа Pseudohaje goldii (Лесная кобра Голди).
В 2016 году в фильме «Затерянный город Z» сэра Джорджа Голди сыграл актёр Иан Макдермид.